# Terre de France
Albums de Julien Clerc
Julien
(1973) No 7
(1975)
Terre de France est le sixième album studio de Julien Clerc sorti en 1974.
Comme sur les albums précédents, les paroles sont signées Étienne Roda-Gil et Maurice Vallet. Le premier single extrait de l'album est Danse s'y et, sur la face B, Sans toi.

## Titres
| 1.          | Terre de France                  | Étienne Roda-Gil | Julien Clerc | 4 min 45 s |
| 2.          | Le Piano éléphant                | Étienne Roda-Gil | Julien Clerc | 3 min 11 s |
| 3.          | C'est une Andalouse              | Etienne Roda-Gil | Julien Clerc | 4 min 15 s |
| 4.          | Les Boucles de Garonne           | Étienne Roda-Gil | Julien Clerc | 2 min 43 s |
| 5.          | Lune, Lune                       | Étienne Roda-Gil | Julien Clerc | 3 min 17 s |
| 6.          | Le Ciel tatoué                   | Étienne Roda-Gil | Julien Clerc | 3 min 06 s |
| 7.          | Danse s'y                        | Étienne Roda-Gil | Julien Clerc | 3 min 48 s |
| 8.          | Sans toi                         | Maurice Vallet   | Julien Clerc | 3 min 55 s |
| 9.          | Le Directeur du grand hôtel      | Étienne Roda-Gil | Julien Clerc | 4 min 02 s |
| 10.         | Bateau pressé, capitaine pas bon | Étienne Roda-Gil | Julien Clerc | 2 min 31 s |
| 11.         | Le Petit Animal                  | Maurice Vallet   | Julien Clerc | 3 min 51 s |
| 12.         | Le Maître du palais              | Étienne Roda-Gil | Julien Clerc | 2 min 08 s |
| 41 min 40 s |                                  |                  |              |            |

## Certification
| Pays          | Certification | Date | Ventes certifiées |
| ------------- | ------------- | ---- | ----------------- |
| France (SNEP) | Or            | 1977 | 100 000           |